# Róger Guedes
Róger Krug Guedes (Ibirubá, 2 de outubro de 1996) é um futebolista brasileiro que atua como atacante. Atualmente, joga no Al-Rayyan.

## Carreira
Nascido em Ibirubá, no Rio Grande do Sul, iniciou sua carreira em 2010 nas categorias de base do Grêmio, porém deixou o clube em 2011 e no mesmo ano se juntou ao Criciúma. Aos 16 anos, foi promovido ao profissional.

### Criciúma
Subiu para o time profissional do Criciúma em 2014, e logo em sua partida de estreia, no dia 6 de dezembro, contra o Corinthians, válida pelo Campeonato Brasileiro, marcou seu primeiro gol pelo clube. Pela equipe catarinense, ele disputou 63 jogos e marcou oito gols.

### Palmeiras
Após ser visto como uma das maiores promessas nos últimos anos e tendo bom desempenho desde que estreou como profissional, em abril de 2016, assinou contrato de cinco anos com o Palmeiras. Em sua estreia pelo alviverde, teve participação no segundo gol da vitória por 2–0, sobre o São Bernardo, pelas quartas de final do Campeonato Paulista. Marcou seu primeiro gol pelo Palmeiras no dia 14 de maio, na primeira rodada do Campeonato Brasileiro, na goleada de 4–0 contra o Atlético Paranaense. Róger Guedes voltou a balançar as redes no dia 2 de junho, em mais uma vitória por quatro gols, dessa vez por 4–3 contra o Grêmio.

### Atlético Mineiro
Em 27 de dezembro de 2017, assinou com o Atlético Mineiro por empréstimo de uma temporada, que em troca cedeu Marcos Rocha para o Palmeiras pelo mesmo período.
Logo em sua partida de estreia com a camisa alvinegra, teve boa atuação contra o Democrata-GV e marcou o segundo gol da vitória atleticana por 3 a 0, no Independência, pela segunda rodada do Campeonato Mineiro. Após iniciar a temporada como titular, sofreu uma queda de rendimento na reta final do Campeonato Mineiro e perdeu espaço no time. Na partida de estreia no Campeonato Brasileiro, diante do Vasco, entrou no decorrer do jogo e cometeu um erro individual em uma tentativa de passe que resultou diretamente no gol que deu a vitória ao adversário. Subsequente à esta partida, iniciaram-se rumores na imprensa sobre o seu suposto descontentamento no clube, gerando especulações sobre a sua saída. Apesar disto, o técnico Thiago Larghi o escalou como titular na partida seguinte, contra o Ferroviário-CE, pela Copa do Brasil, e iniciou ali uma sequência de seis gols em oito jogos, incluindo os tentos decisivos nos triunfos sobre Vitória, Corinthians, Atlético Paranaense e Cruzeiro.
Em 10 de junho de 2018, marcou dois gols na vitória por 5–2 sobre o Fluminense, e três dias depois, marcou o gol de empate na vitória de virada por 2–1 sobre o Ceará. Ao início do recesso do Campeonato Brasileiro devido à Copa do Mundo, estava no topo da artilharia com nove gols em 12 rodadas. No dia 12 de julho, o atleta teve seu contrato rescindido no BID da CBF após ser negociado pelo Palmeiras.

### Shandong Taishan
Em 12 de julho de 2018, foi contratado pelo Shandong Taishan por 9,5 milhões de euros. Em 14 de julho foi apresentado oficialmente pelo clube chinês. Fez a sua estreia pelo clube no dia 28 de julho, em um empate por 1–1 contra o Jiangsu Suning, pelo Campeonato Chinês. Em 23 de agosto de 2021, rescindiu seu contrato com o clube chinês.

### Corinthians

#### 2021
No dia 27 de agosto, foi anunciado oficialmente pelo Corinthians e escolheu um número de camisa bastante atípico para usar, o 123. Ao ser questionado sobre a numeração, Róger respondeu:
| “ | Sempre usei a 23, que é o dia que o meu filho nasceu. Como tem o número do Fagner aqui (23), escolhi esse (123). Quero usar essa camisa, é um número diferente e quero fazer história com a camisa do Corinthians. | ” |

Em 3 de setembro, foi apresentado no CT Joaquim Grava. Estreou e marcou seu primeiro gol com a camisa do Corinthians no dia 7 de setembro, durante um empate por 1–1 contra o Juventude, na Neo Química Arena, pelo Campeonato Brasileiro. Em 26 de setembro, fez os dois gols da vitória por 2–1 no Derby Paulista contra o Palmeiras, na 22ª rodada do Campeonato Brasileiro. Por suas boas atuações com a camisa do clube, foi eleito como o jogador do mês de setembro do Campeonato Brasileiro.

#### 2022

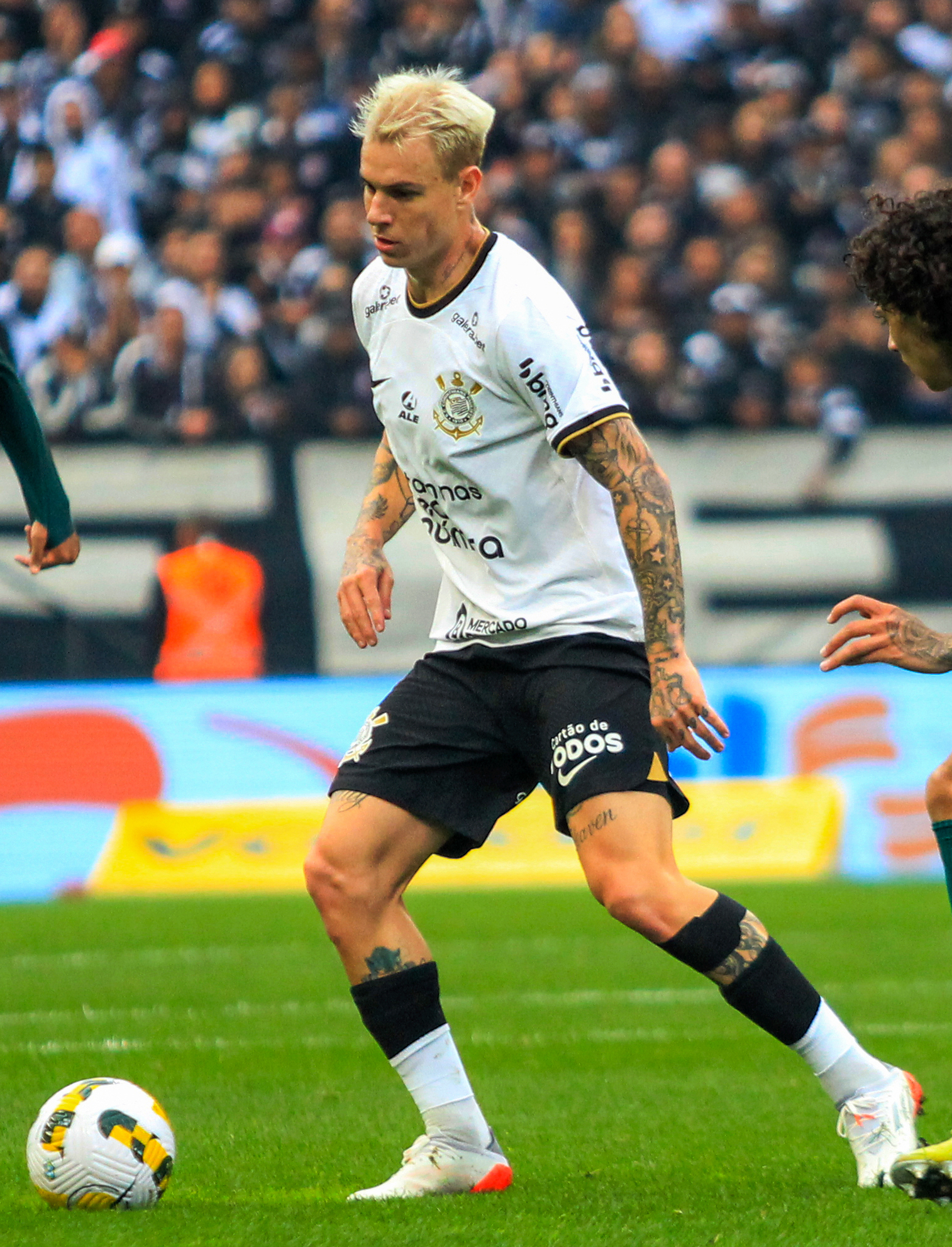
Roger Guedes atuando pelo Corinthians em 2022

Em 16 de fevereiro, marcou seus dois primeiros gols na temporada, na vitória do Corinthians por 3–0 sobre o São Bernardo, pelo Campeonato Paulista. Já no dia 16 de abril, marcou seu primeiro hat-trick com a camisa do alvinegro paulista, durante uma vitória por 3–0 contra o Avaí, na Neo Química Arena, pelo Campeonato Brasileiro. Em 29 de julho, seu gol feito contra o Ceará, feito no dia 16 de julho, na Arena Castelão, foi eleito o mais bonito do primeiro turno do Campeonato Brasileiro.
Em 13 de agosto, após a saída do meia Willian, passou a utilizar a camisa 10. Em 24 de agosto, marcou seu primeiro gol com a 10, no empate do clube paulista contra o Fluminense por 2–2, no Maracanã, pela semifinal da Copa do Brasil. O atacante foi o artilheiro do Corinthians na temporada de 2022, com 15 gols marcados, e o jogador que mais atuou pelo clube, ao lado do volante Du Queiroz, com 66 jogos.

#### 2023
Em 18 de janeiro, marcou seus dois primeiros gols na temporada, na vitória por 3–0 sobre o Água Santa, pelo Campeonato Paulista. Nesse início de temporada, ultrapassou o peruano Paolo Guerrero e se tornou o quarto maior artilheiro da Neo Química Arena, com 19 gols marcados. Em 12 de abril, chegou a marca de 100 jogos com a camisa do Corinthians.
No dia 28 de maio, em partida realizada contra o Fluminense pelo Campeonato Brasileiro, na Neo Química Arena, Roger Guedes teve boa atuação e garantiu a vitória do Corinthians por 2–0. Com os dois gols marcados, o atacante ultrapassou o paraguaio Ángel Romero e se isolou na vice artilharia do estádio, com 28 gols.
Em 15 de julho, atingiu a marca de 30 gols na Neo Química Arena e se igualou o centroavante Jô como o maior artilheiro da história do estádio. No dia 29 de julho, em jogo válido pela 17ª rodada do Campeonato Brasileiro, chegou a marca de 31 gols na Neo Química Arena e se tornou, de forma isolada, o maior artilheiro da história do estádio. Este gol, marcado na vitória por 3 a 1 diante do Vasco da Gama, também foi o seu último com a camisa corinthiana. No dia 1 de agosto, após muita especulação, o jogador deixou o Corinthians rumo ao Catar.

### Al-Rayyan
Em 9 de agosto de 2023, foi anunciado pelo Al-Rayyan, assinando um contrato de quatro temporadas, custando 10 milhões de dólares (cerca de 49 milhões de reais) para o clube do Catar.
Seu impacto no Catar foi imediato. Já em sua estreia no Campeonato Catari o jogador estufou as redes do Al-Markhiya Sports Club e repetiu seus tentos até chegar na marca de 19 em 22 partidas na Stars League. Seu principal jogo ocorreu na 15ª rodada, onde fizera um hat-trick na vitória por 3–2 diante o Al-Arabi Sports Club. Ao fim, chegou à 2ª colocação na Liga. Em outra oportunidade, na mesma época, chegou também à final da Copa do Catar, mas foi derrotado pelo Al-Wakrah por 1–0.
Concluindo a época, mesmo que não tivesse títulos, o brasileiro conseguiu uma impressionante marca de 23 gols e cinco assistências em 26 partidas em solo asiático. Mais um indicativo de sua grande temporada foi o prêmio que recebera de Melhor Jogador do Catar.

## Estatísticas

### Clubes
Atualizadas até 28 de abril de 2024
| Clube             | Temporada         | Campeonato nacional | Campeonato nacional | Campeonato nacional | Copa nacional[a] | Copa nacional[a] | Copa nacional[a] | Competições continentais[b] | Competições continentais[b] | Competições continentais[b] | Outros torneios[c] | Outros torneios[c] | Outros torneios[c] | Total | Total | Total   |
| Clube             | Temporada         | Jogos               | Gols                | Assist.             | Jogos            | Gols             | Assist.          | Jogos                       | Gols                        | Assist.                     | Jogos              | Gols               | Assist.            | Jogos | Gols  | Assist. |
| ----------------- | ----------------- | ------------------- | ------------------- | ------------------- | ---------------- | ---------------- | ---------------- | --------------------------- | --------------------------- | --------------------------- | ------------------ | ------------------ | ------------------ | ----- | ----- | ------- |
| Criciúma          | 2014              | 3                   | 1                   | 1                   | —                | —                | —                | —                           | —                           | —                           | —                  | —                  | —                  | 3     | 1     | 1       |
| Criciúma          | 2015              | 21                  | 2                   | 0                   | 2                | 0                | 0                | —                           | —                           | —                           | 19                 | 2                  | 0                  | 42    | 4     | 0       |
| Criciúma          | 2016              | —                   | —                   | —                   | —                | —                | —                | —                           | —                           | —                           | 14                 | 3                  | 0                  | 14    | 3     | 0       |
| Criciúma          | Total             | 24                  | 3                   | 1                   | 2                | 0                | 0                | —                           | —                           | —                           | 33                 | 5                  | 0                  | 59    | 8     | 1       |
| Palmeiras         | 2016              | 31                  | 4                   | 5                   | 1                | 0                | 0                | —                           | —                           | —                           | 2                  | 0                  | 0                  | 34    | 4     | 5       |
| Palmeiras         | 2017              | 26                  | 4                   | 2                   | 4                | 0                | 0                | 7                           | 0                           | 2                           | 12                 | 4                  | 0                  | 49    | 8     | 4       |
| Palmeiras         | Total             | 57                  | 8                   | 7                   | 5                | 0                | 0                | 7                           | 0                           | 2                           | 14                 | 4                  | 0                  | 83    | 12    | 9       |
| Atlético Mineiro  | 2018              | 12                  | 9                   | 3                   | 8                | 2                | 0                | —                           | —                           | —                           | 8                  | 2                  | 0                  | 28    | 13    | 3       |
| Atlético Mineiro  | Total             | 12                  | 9                   | 3                   | 8                | 2                | 0                | —                           | —                           | —                           | 8                  | 2                  | 0                  | 28    | 13    | 3       |
| Shandong Taishan  | 2018              | 9                   | 2                   | 1                   | 1                | 0                | 0                | —                           | —                           | —                           | —                  | —                  | —                  | 10    | 2     | 1       |
| Shandong Taishan  | 2019              | 21                  | 12                  | 4                   | 3                | 1                | 0                | 1                           | 0                           | 0                           | —                  | —                  | —                  | 25    | 13    | 4       |
| Shandong Taishan  | 2020              | 11                  | 6                   | 1                   | 6                | 6                | 0                | —                           | —                           | —                           | —                  | —                  | —                  | 17    | 12    | 1       |
| Shandong Taishan  | Total             | 41                  | 20                  | 6                   | 10               | 7                | 0                | 1                           | 0                           | 0                           | —                  | —                  | —                  | 52    | 27    | 6       |
| Corinthians       | 2021              | 19                  | 7                   | 2                   | —                | —                | —                | —                           | —                           | —                           | —                  | —                  | —                  | 19    | 7     | 2       |
| Corinthians       | 2022              | 36                  | 10                  | 2                   | 8                | 1                | 2                | 8                           | 0                           | 0                           | 14                 | 4                  | 2                  | 66    | 15    | 6       |
| Corinthians       | 2023              | 15                  | 7                   | 1                   | 7                | 3                | 0                | 6                           | 3                           | 0                           | 13                 | 8                  | 1                  | 41    | 21    | 2       |
| Corinthians       | Total             | 70                  | 24                  | 5                   | 15               | 4                | 2                | 14                          | 3                           | 0                           | 27                 | 12                 | 3                  | 126   | 43    | 10      |
| Al-Rayyan         | 2023–24           | 22                  | 19                  | 5                   | —                | —                | —                | —                           | —                           | —                           | 4                  | 4                  | 0                  | 26    | 23    | 5       |
| Al-Rayyan         | 2024–25           | 21                  | 19                  | 3                   | 3                | 1                | 0                | 10                          | 4                           | 0                           | —                  | —                  | —                  | 34    | 24    | 3       |
| Al-Rayyan         | Total             | 43                  | 38                  | 8                   | 3                | 1                | 0                | 10                          | 4                           | 0                           | 4                  | 4                  | 0                  | 60    | 47    | 8       |
| Total na carreira | Total na carreira | 247                 | 102                 | 30                  | 43               | 14               | 2                | 32                          | 7                           | 2                           | 86                 | 27                 | 3                  | 408   | 150   | 37      |

- a. ^ Jogos da Copa do Brasil, Copa da China e Copa da Liga do Catar
- b. ^ Jogos da Copa Libertadores da América, Copa Sul-Americana e Liga dos Campeões da AFC
- c. ^ Jogos do Campeonato Catarinense, Campeonato Paulista, Campeonato Mineiro, Copa do Emir e Liga das Estrelas

## Títulos
Palmeiras
- Campeonato Brasileiro: 2016

Shandong Taishan
- Copa da China: 2020

### Prêmios individuais
- Revelação do Campeonato Catarinense: 2016
- Melhor jogador da Copa da China: 2020
- Jogador do mês do Campeonato Brasileiro: setembro de 2021
- Bola de Prata  - Gol mais bonito: 2022
- Melhor Jogador do Catar: 2023–24
- Melhor jogador do mês da Stars League: fevereiro de 2025[56]

### Artilharias
- Campeonato Paulista: 2023 (8 gols)